# 부탈레자구
부탈레자구(Butaleja)는 우간다 남동부에 위치한 구로, 행정 중심지는 부탈레자이며 면적은 644km2, 인구는 160,927명(2002년 인구 조사 기준)이다.
행정 구역상으로는 동부 주에 속하며 1개 군(부뇰레 군)을 관할한다. 북쪽으로는 팔리사 구와 부다카 구, 동쪽으로는 음발레 구, 서쪽과 남서쪽으로는 나무툼바 구, 부기리 구와 접한다.

## 인구
| 연도 | Est. Pop. | ±%    |
| ---- | --------- | ----- |
| 2002 | 157,500   | —     |
| 2003 | 163,000   | +3.5% |
| 2004 | 168,700   | +3.5% |
| 2005 | 174,600   | +3.5% |

| 연도 | Est. Pop. | ±%    |
| ---- | --------- | ----- |
| 2006 | 180,700   | +3.5% |
| 2007 | 187,000   | +3.5% |
| 2008 | 193,500   | +3.5% |
| 2009 | 200,300   | +3.5% |

| 연도 | Est. Pop. | ±%    |
| ---- | --------- | ----- |
| 2010 | 207,300   | +3.5% |
| 2011 | 214,600   | +3.5% |

## 같이 보기
- 동부주 (우간다)
- 우간다의 행정 구역